# Miss Asia Pacific International
Miss Asia Pacific International is een missverkiezing die jaarlijks in Azië wordt
gehouden.

## Geschiedenis
De verkiezing was de eerste Aziatische missverkiezing en begon in 1968 als Miss Asia Quest. De deelneemsters kwamen uit Aziatische en Oceanische landen.
In 1985 ging de wedstrijd Miss Asia Pacific Quest heetten nadat alle landen die grenzen aan de Grote Oceaan – ook die aan Amerikaanse zijde – aan het deelnemersveld waren toegevoegd.
Sinds 2005 heet de missverkiezing Miss Asia Pacific International en kunnen alle landen van de wereld deelnemen. In dat jaar namen 53 landen deel.
Tussen 2006 en 2015 is de wedstrijd niet gehouden.

## Winnaressen
| Jaar | Winnares                       | Land                | Gaststad        | Gastland            |
| ---- | ------------------------------ | ------------------- | --------------- | ------------------- |
| 2017 | Francielly Ouriques            | Brazilië            | Manilla         | Filipijnen          |
| 2016 | Tessa le Conge                 | Nederland           | Puerto Princesa | Filipijnen          |
| 2005 | Leonora Jiménez                | Costa Rica          | Kanton          | China               |
| 2003 | Tatyana Nikitina               | Rusland             | Quezon City     | Filipijnen          |
| 2002 | So-yoon Kim                    | Zuid-Korea          | Manilla         | Filipijnen          |
| 2001 | Luciana Luisa Farfán Vargas    | Peru                | Makati          | Filipijnen          |
| 2000 | Diya Mirza Handrich            | India               | Quezon City     | Filipijnen          |
| 1999 | Juliana Andrea Arango Londoño  | Colombia            | Quezon City     | Filipijnen          |
| 1998 | Kisha Alvarado Murillo         | Costa Rica          | Clark Field     | Filipijnen          |
| 1997 | Worarat Suwannarat             | Thailand            | Davao City      | Filipijnen          |
| 1996 | Gabriela Aguilar Chavarría     | Costa Rica          | Subic           | Filipijnen          |
| 1995 | Mi-jung Yoon                   | Zuid-Korea          | Baguio          | Filipijnen          |
| 1994 | Jessica Vanessa Tapia Guiulfo  | Peru                | Cebu City       | Filipijnen          |
| 1993 | Michelle Zulueta Aldana        | Filipijnen          | Manilla         | Filipijnen          |
| 1992 | Tali Ben-Harush                | Israël              | Manilla         | Filipijnen          |
| 1989 | Lorna Villanueva Legaspi       | Filipijnen          | Hongkong        | Verenigd Koninkrijk |
| 1988 | Preeyanuch Panpradub           | Thailand            | Hongkong        | Verenigd Koninkrijk |
| 1987 | Cilinia Prada Acosta           | Panama              | Hongkong        | Verenigd Koninkrijk |
| 1986 | Helen Crawford                 | Nieuw-Zeeland       | Hongkong        | Verenigd Koninkrijk |
| 1985 | Nurit Mizrachi                 | Israël              | Hongkong        | Verenigd Koninkrijk |
| 1984 | Melek Gurkan                   | Turkije             | Christchurch    | Nieuw-Zeeland       |
| 1983 | Gloria Aranas Dimayacyac       | Filipijnen          | Manilla         | Filipijnen          |
| 1982 | Maria del Carmen Ines Zaragoza | Filipijnen          | Kuala Lumpur    | Maleisië            |
| 1981 | Bernadine Rosemarie Ramanayake | Sri Lanka           | Kuala Lumpur    | Maleisië            |
| 1980 | Lorraine Gaye McGrady          | Australië           | Manilla         | Filipijnen          |
| 1979 | Ayla Altas                     | Turkije             | Manilla         | Filipijnen          |
| 1978 | Siriporn Savanglum             | Thailand            | Manilla         | Filipijnen          |
| 1977 | Linda Emran                    | Indonesië           | Manilla         | Filipijnen          |
| 1976 | Jacqueline Stuart              | Singapore           | Manilla         | Filipijnen          |
| 1975 | Eva Regina Arni                | Papoea-Nieuw-Guinea | Manilla         | Filipijnen          |
| 1974 | Susie Currie                   | Australië           | Manilla         | Filipijnen          |
| 1973 | Tara Anne Fonseca              | India               | Manilla         | Filipijnen          |
| 1972 | Janet Coutts                   | Australië           | Quezon City     | Filipijnen          |
| 1971 | Flora Baza                     | Guam                | Quezon City     | Filipijnen          |
| 1970 | Zeenat Aman                    | India               | Quezon City     | Filipijnen          |
| 1969 | Won-kyoung Seo                 | Zuid-Korea          | Quezon City     | Filipijnen          |
| 1968 | Macy Shih                      | Taiwan              | Quezon City     | Filipijnen          |